# نانسی (خواننده)
نانسی جوئل مک‌دونی (انگلیسی: Nancy Jewel McDonie؛ زادهٔ ۱۳ آوریل ۲۰۰۰)، که به‌طور حرفه‌ای با نام نانسی (کره‌ای: 낸시; انگلیسی: Nancy) شناخته می‌شود، خواننده، بازیگر و مجری کره‌ای آمریکایی است. او یکی از اعضای گروه دخترانهٔ کره جنوبی، مومولند بود که در نوامبر ۲۰۱۶ از طریق ریلتی شوی فایندینگ مومولند در شبکهٔ ام‌نت، شکل گرفت.

## فیلم‌شناسی

### مجموعه تلویزیونی
| سال  | عنوان                  | نقش          | توضیحات               | منابع |
| ---- | ---------------------- | ------------ | --------------------- | ----- |
| ۲۰۱۸ | یانگوم داره نگاه می‌کنه | آیدل کارآموز | حضور افتخاری (قسمت ۱) | [ ۲ ] |
| TBA  | The Soulmate Project   | بینا         |                       | [ ۳ ] |

### مجموعه اینترنتی
| سال  | عنوان      | نقش   | منابع |
| ---- | ---------- | ----- | ----- |
| ۲۰۱۷ | Some Light | نانسی | [ ۴ ] |

### برنامه تلویزیونی
| سال       | عنوان                                  | نقش               | توضیحات            | منابع       |
| --------- | -------------------------------------- | ----------------- | ------------------ | ----------- |
| ۲۰۱۰      | Hangul Train Chipo                     | خودش              | به عنوان یک بچه    |             |
| ۲۰۱۱      | کره استعداد دارد                       | شرکت کننده        |                    | [ ۵ ] [ ۶ ] |
| ۲۰۱۱–۲۰۱۳ | شوی نامحدود                            | خودش              | فصل ۲–۵            |             |
| ۲۰۱۲      | Mak Ee Rae Show: Just Do It Expedition | عضو گروه بازیگران |                    | [ ۷ ]       |
| ۲۰۱۴      | اولالا اسکول ۲                         | عضو گروه بازیگران |                    | [ ۷ ]       |
| ۲۰۱۶      | فایندینگ مومولند                       | شرکت کننده        |                    | [ ۸ ]       |
| ۲۰۱۷      | مسابقات آیدل                           | عضو گروه بازیگران |                    | [ ۹ ]       |
| ۲۰۱۷–۲۰۱۸ | پاپس این سئول                          | مجری              |                    | [ ۱۰ ]      |
| ۲۰۱۸–۲۰۲۰ | ستارگان آیدل ورزشکار                   | شرکت کننده        |                    |             |
| ۲۰۲۰      | پادشاه خواننده                         | شرکت کننده        | به عنوان جینگل بلز | [ ۱۱ ]      |
| ۲۰۲۱      | Godiva Show                            | شرکت کننده        |                    | [ ۱۲ ]      |

### میزبان
| سال  | عنوان                          | توضیحات                                 | منابع  |
| ---- | ------------------------------ | --------------------------------------- | ------ |
| ۲۰۱۹ | چهارمین جوایز آرتیست آسیا      | همراه با لیتوک، آن هیو-سوپ و لیم جی یون | [ ۱۳ ] |
| ۲۰۱۹ | هشتمین جوایز موسیقی جدول گائون | همراه کیم جونگ کوک                      | [ ۱۴ ] |
| ۲۰۲۲ | فلای‌های کی-پاپ کنسرت           | همراه آه‌این                             | [ ۱۵ ] |